# Phialina
Phialina es un género de foraminífero bentónico considerado homónimo posterior de Phialina Bory de St. Vincent, 1827, y sinónimo posterior de Lagena de la familia Lagenidae, de la superfamilia Nodosarioidea, del suborden Lagenina y del orden Lagenida. Su especie-tipo era Phialina piriformis. Su rango cronoestratigráfico abarcaba el Badeniense (Mioceno medio).

## Clasificación
Phialina incluía a las siguientes especies:
- Phialina affinis †
- Phialina clavata †
- Phialina costae †
- Phialina costata †
- Phialina cylindracea †
- Phialina exigua †
- Phialina gemellarii †
- Phialina haidingeri †
- Phialina incesta †
- Phialina lagena †
- Phialina longirostris †
- Phialina longissima †
- Phialina ornata †
- Phialina ovata †
- Phialina oviformis †
- Phialina piriformis †
- Phialina propinqua †
- Phialina reussana †
- Phialina semicostata †
- Phialina tenuistriata †